# Ahebruch
Ahebruch ist ein Ortsteil von Nümbrecht im Oberbergischen Kreis im südlichen Nordrhein-Westfalen innerhalb des Regierungsbezirks Köln.

## Lage und Beschreibung
Der Ort liegt zwischen den Nümbrechter Ortsteilen Friedenthal im Norden und Röttgen im Süden. Der Ort liegt in Luftlinie rund 5,7 km südwestlich vom Ortszentrum von Nümbrecht entfernt.